# Di-tert-butyl-3,3,5-trimethylcyclohexylidendiperoxid
Di-tert-butyl-3,3,5-trimethylcyclohexylidendiperoxid ist eine chemische Verbindung aus der Gruppe der organischen Peroxide. Die Verbindung liegt üblicherweise als Racemat (1:1-Gemisch der beiden Enantiomeren) vor.

## Eigenschaften
Di-tert-butyl-3,3,5-trimethylcyclohexylidendiperoxid ist eine farblose Flüssigkeit, die praktisch unlöslich in Wasser ist.

## Verwendung
Di-tert-butyl-3,3,5-trimethylcyclohexylidendiperoxid wird als Polymerisationsregler und Vernetzungsmittel verwendet. Zum Einsatz kommt die Verbindung unter anderem in Erzeugnissen aus dem alltäglichen Gebrauch, wie beispielsweise in Farben und Körperpflegeprodukten.